# 戴震

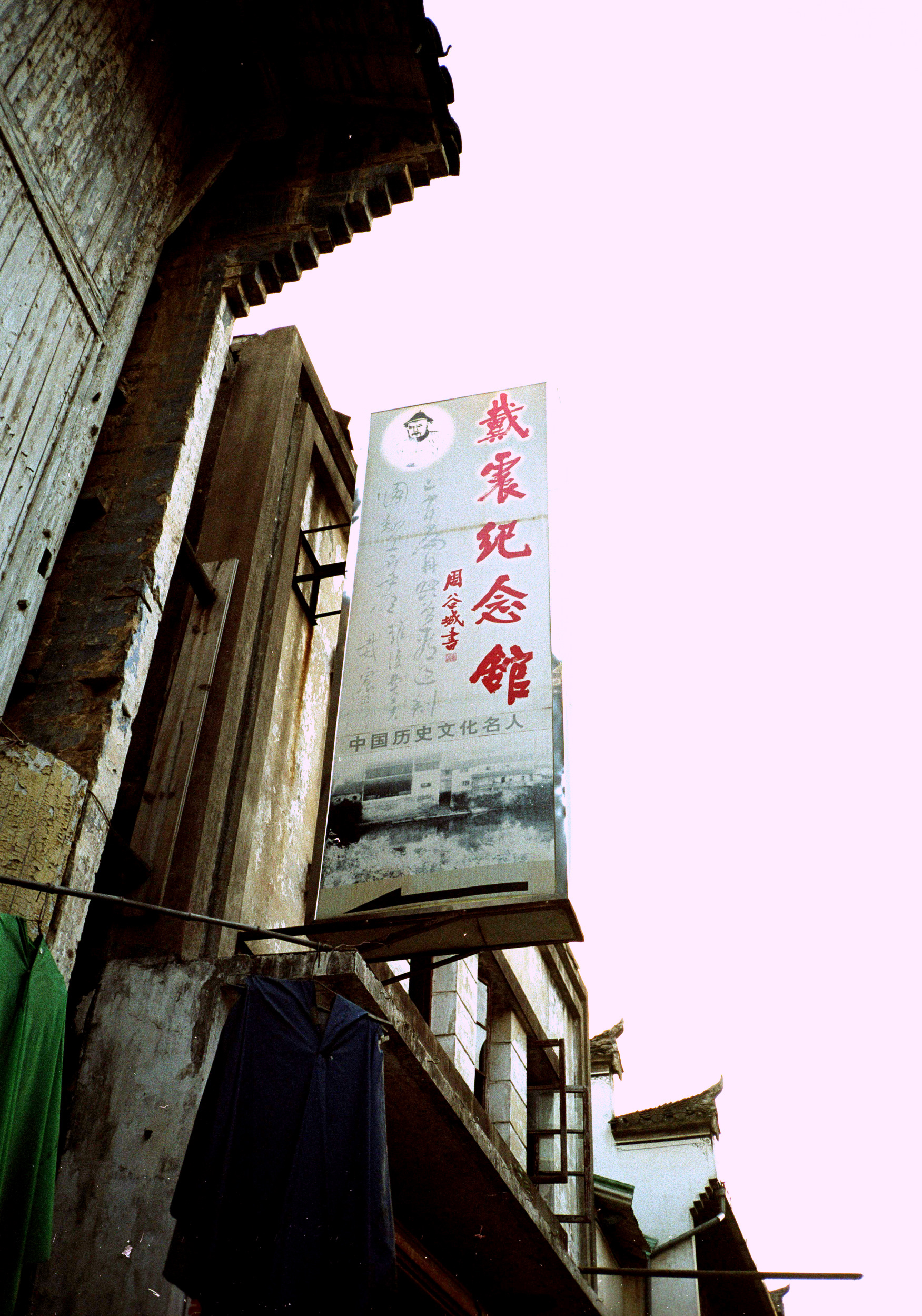
安徽屯溪老街戴震紀念館

戴震（1724年1月19日—1777年7月1日），字慎修，號東原，安徽省徽州府休寧县（今黃山市屯溪区）人，中國清代語言學家、思想家。曾六次會試未中。晚年因學術成就顯著，乾隆帝特招入館任《四庫全書》纂修官，賜同進士出身，授翰林院庶吉士。

## 生平
戴震生於雍正元年十二月二十四（1724年1月19日），小時聰敏，過目成誦，十歲讀《大學章句》至「右經一章」以下，問私塾老師說：「此何以知其為『孔子之言而曾子述之』？又何以知其為『曾子之意而門人記之』？」師應之曰：「此朱文公所說。」但戴震接著指出周朝離宋朝有兩千年之遙，為什麼朱子能知道這些事呢？問得老師無言以對。十七歲時，戴震讀完了私塾，客居南豐。
戴震是音韻學家江永的弟子。他對經學、天文、地理、歷史、數學、機械、水利、生物及古代器物都有研究，被譽為百科全書式的學者。乾隆七年，前往徽州府婺源與江永相識，因為戴震與其表字相同，從此專字東原。二人並沒有明確的師徒關係，而是亦師亦友。乾隆十九年，往北京避難與錢大昕相識。乾隆二十年（1755年）夏，戴震初識紀昀，戴震後來幾次到京師都住在紀昀家。紀昀出資將戴震的《考工記圖》付梓，並為之作序。
乾隆二十三年（1758年），設館於禮部尚書王安國家，教授王念孫讀經。次年，結識惠棟於揚州轉運使盧文弨署內。乾隆二十九年（1764年），中式舉人。乾隆三十三年（1768年），成《原善》三卷。
乾隆三十八年（1773年），因紀昀的推薦為《四庫全書》纂修官。乾隆四十年（1775年），為乾隆帝特許，經殿試，賜同進士出身。授翰林院庶吉士，未及散館授官而於乾隆四十二年五月二十七日病故，享年五十五歲。紀昀有詩懷念：「披肝露膽兩不疑，情話分明憶舊時。」洪榜為戴震寫行狀稱：「抱經世之才，其論治以富民為本」。

## 學術
戴震對於汉语音韻學很有研究，創立了古音九類二十五部之說以及陰陽入對轉的理論。此外，他也精通訓詁學。四十歲後開始質疑宋学，進而力抨宋代理學家。以為程、朱論理摻雜佛老，不復先秦儒學宗旨，晚年所著《孟子字義疏證》，全面否定了程朱思想。
戴震在《孟子字義疏證》一書中批駁了程朱理學的「存天理，去人欲」主張，並指出，宋儒輕言天理、公義，而輕「民之飢寒愁怨、飲食男女、常情隱曲之感，言雖美，而用之治人，則禍其人。」於是，理學以理殺人，「適成忍而殘殺之具」，極大地壓抑了人的天性，扭曲了道德、文章：「夫詖辭邪說之深入人心，必害於事，害於政，天下披其禍而莫之能覺也。」可謂是「酷吏以法殺人，後儒以理殺人」。
戴震對道學的批判，延續了清初王夫之等人的套路，在文字、考辨的基礎上，提出了人乃血氣之軀，道德也無非“不過”、“不及”之論，是人類天性的合理調節，是自然需要的合理表達，由此改變了體用兩分，倫理為体，人慾為氣，由私欲害理推導出理慾對立的本體論，恢復儒學本來面目和倫理的原初意義。
在否定了朱熹的形而上學本體論的過程中，戴震發揮了張載以來所形成「天道－性－人道」体用一體的説法，形成了「天道論」這一世界圖式。由此戴震得出結論：天道無非氣化流行之變，「氣」即「道」，体用唯一的説法：「形而上」之「道」，即「未成形質」以前之「氣」；「形而下」之器，即「已成形質」以後之物，形式與質料互為條件，陰陽消長相為基礎，理學所謂「理在事先」不過是私心自用，偏執形式而已。戴震這一對体用一體的繼承所發展出來的「天性論」充滿了人性的關懷和肯定，極大地解放了籠罩「去人欲、存天理」的理學桎梏之下的人心思想。同時，戴震與章學誠並稱清代學術史與思想史上兩大高峰，以漢學為宗，發揮了六經皆史的治學方法，開創了儒家學術思想由「尊德性」向「道問學」的歷史轉向。
章太炎是推重戴震的第一人，「銓次諸儒學術所原，不過惠、戴二宗」。又說戴學源於荀子。從章太炎開始，戴震的哲學才進一步為人所注意。胡適著《戴東原的哲學》，認為戴震建立起「清朝學術全盛時代的哲學」，「可說是宋明理學的根本革命，也可以說是新理學的建設——哲學的中興。」
姚鼐與戴震共修《《四庫全書》時，欲事戴為師遭到拒絕，姚鼐於是攻擊戴學「破碎不通」，甚至罵戴將「身滅絕嗣，此殆未可以為偶然也」。戴震「反宋儒」、「反朱熹」，故不為錢穆所喜。余英時《論戴震與章學誠》認為︰“然東原斥程朱即所以發揮程朱，實齋（章學誠）宗陸王即所以叛離陸王，取徑雖異，旨則歸一，則兩家之貌異緩和疼不能掩其心同。”戴震撰有《汾州府志》和《汾陽縣誌》，其間與章學誠發生過激烈的爭論。余英時謂：“東原謂方志當重地理沿革，這裡顯然表現出了一種狹義的考證觀點。蓋東原治《水經注》有年，即移《水經注》之法於方志之纂修也。”後世出版有《戴震文集》、《戴震集》等。

## 評價
- 章實齋《文史通義‧書朱陸篇後》指出：“戴君學術，實自朱子道問學而得之……偶有出於朱子所不及者，因而丑貶朱子，至斥以悖謬，詆以妄作”。
- 方東樹《漢學商兌》批評戴震：“程朱所嚴辨理欲，指人主及學人心術邪正言之，乃最吃緊本務，與民情同然好惡之慾迥別。今移此混彼，妄援立說，謂當通遂其欲，不當繩之以理，言理則為以意見殺人，此恆古未有之異端邪說。”
- 梁啟超說：“苟無戴震，則清學能否卓然自樹立，蓋未可知也。”[10]
- 胡適認為戴震足与朱熹、王阳明齐名，是朱子以后的第一个大思想家。[11]
- 戴震認為：“必知字之詁，而後識句之意，識句之意，而後通全篇之義，進而窺全書之指。”錢鍾書說：“是特一邊耳……復須解全篇之義乃至全書之指，庶得以定某句之意；解全句之意，庶得以定某字之詁；或並須曉會作者立言之宗尚、當時流行之文風，以及修詞異宜之著述體裁，方概知全篇或全書之指歸……交互往復，庶幾乎義解圓足而免於偏枯。”[12]。

## 主要著作
- 《策算》一卷 乾隆九年（1744年）
- 《毛郑诗考正》五卷
- 《原象》一卷
- 《勾股割圜記》三卷
- 《續天文略》二卷
- 《尚書義考》二卷
- 《經考》五卷
- 《屈原賦注》三卷
- 《原善》三卷
- 《考工記圖注》
- 《孟子字義疏證》，原稱《孟子私淑錄》、《緒言》三卷
- 《中庸補註》
- 《水地記》一卷
- 《聲韻考》四卷
- 《聲類表》十卷
- 《方言疏證》十三卷
- 《水經注》三十五卷
- 《文集》十卷
- 《直隶河渠书》一百十一卷
- 《汾阳县志》
- 《汾州府志》三十四卷

## 水經注公案
戴震從乾隆三十年（1765年）起，開始研究北魏酈道元的《水經注》，直到乾隆四十年（1775年），才最終校定《水經注》，前後十年。他三次校訂《水經注》，為《水經注》總計補缺漏字2128個，刪妄增字1448個，正臆改字3715個，使得《水經注》正本清源，還其本來面貌。
戴震在四庫全書館中校勘《水經注》時，曾捲入抄襲趙一清成果的公案。段玉裁認為趙書襲戴。王國維對於戴震的《水經注》是否剽竊問題，撰寫《書戴校水經注後》一文，指斥其非，王国维愤然道：“凡此等学问上可忌可耻之事，东原胥为之而不顾。”胡適則為戴震辯護，認為戴震在《水經注》研究方面沒有抄襲的嫌疑，一般認為胡適是白費二十餘年心力。楊守敬《水經註疏》每每點出：“此戴襲趙之確證。”例如卷五寫道：“趙氏不撿……而……以訂酈氏，大謬。戴氏亦不加詳考，竟依改，可哂也。”陳橋驛則認為，与其说是“气矜”，不如说是“功名之欲”。

## 學生
戴震的學生有很多都是著名的文字學家：
- 段玉裁
- 孔廣森
- 王念孫
- 洪榜

## 研究書目
- 梁启超《戴东原先生传》1923年（民国十二年）《饮冰室合集》 第五卷
- 梁启超《戴东原哲学》1923年（民国十二年）《饮冰室合集》 第五卷
- 洪榜：《戴東原先生行狀》，《二洪遺稿》
- 胡適：《戴東原的哲學 （页面存档备份，存于）》
- 余英時：《論戴震與章學誠》（香港：龍門書店，1976）。
- 胡明辉：〈青年戴震：十八世纪中国士人社会的“局外人”与儒学的新动向 （页面存档备份，存于）〉。
- 黃俊傑：〈東亞近世儒學思潮的新動向——戴東原、伊藤仁齋與丁茶山對孟學的解釋 （页面存档备份，存于）〉。
- 丘為君：《戴震學的形成 （页面存档备份，存于）》（台北：聯經出版事業股份有限公司，2004）。
- 丘為君：〈梁啟超的戴震研究——動機、方法、與意義 （页面存档备份，存于）〉。
- 岡田武彥 著，陳瑋芬 譯：〈戴震與日本古學派的思想——唯氣論與理學批判論的展開 （页面存档备份，存于）〉。
- 石井刚：〈文学复古与“科学”革命：戴震的西学对章太炎国故文体的影响 （页面存档备份，存于）〉。
- 吳震：〈戴震哲學的方法論反思 （页面存档备份，存于）〉

## 纪念
- 戴东原墓：戴震的墓地位于安徽黄山市休宁县商山镇东北几山头，靠近屯溪区。墓地面积40平方米，封土高1．5米，墓碑上有"隆阜戴氏，皇清特赐进士出身，敕授文林郎翰林院庶吉士，先考东原府君，先姚朱氏孺人合墓"字样。墓前有石砌享堂20平方米。1981年9月8日，戴东原墓公布为第一批安徽省文物保护单位。[15]
- 戴震纪念馆：1924年，戴震的后裔购下隆阜中街紧靠横江码头的一座清代民居“摇碧楼”，面积108平方米，开办“戴氏私立东原图书馆”，即戴震藏书楼，收藏戴震藏书9167册。1982年改为戴震纪念馆。由于此处已被列为危房，且位于郊区，交通偏僻，游人稀少，2003年，戴震纪念馆搬迁至屯溪市区的屯溪老街立新巷1号新址，是一座规模较大的清代徽派建筑，面积427平方米，即震修楼。[16]。戴震藏书楼已公布为黄山市文物保护单位。[17]2019年，震修楼公布为第八批安徽省文物保护单位[18]。

## 外部連結
[在维基数据编辑]
 在维基文库阅读此作者作品（ 在维基共享资源阅览影像）
 《清史稿/卷481》，出自趙爾巽《清史稿》